# 나루토정 (도쿠시마현)
나루토정(鳴門町)은 도쿠시마현 이타노군에 설치되었던 정이다. 현재의 나루토시에 해당한다.

## 역사
- 1889년 10월 1일 - 정촌제 시행에 의해 이타노군 나루토촌이 성립하였다
- 1941년 4월 1일 - 정으로 승격해 나루토정이 되었다.
- 1947년 3월 15일 - 무야정, 세토정, 사토우라촌과 합병, 시로 승격해 나루토시가 되어 소멸하였다.

## 참고문헌
- 『市町村名変遷辞典』東京堂出版、1990年。